# زهراء رهنورد
زهراء كاظمي (بالفارسية: زهراء رَهْنَوَرد) (3 فبراير 1946 - ) کاتبة وفنانة إيرانية، وهي زوجة رئيس الوزراء الإيراني الأسبق مير حسين موسوي.